# 3581 Alvarez
3581 Alvarez è un asteroide areosecante. Scoperto nel 1985, presenta un'orbita caratterizzata da un semiasse maggiore pari a 2,7704369 UA e da un'eccentricità di 0,4092183, inclinata di 28,81132° rispetto all'eclittica.
Il nome Alvarez è stato attribuito in onore del fisico Luis Álvarez e di suo figlio, il geologo Walter Álvarez, i quali hanno ipotizzato un legame fra gli impatti di meteoriti e le estinzioni di massa, in particolare con l'estinzione del limite Cretaceo-Terziario verificatasi circa 65 milioni di anni fa e ipotizzata dapprima sulla base di un'anomalia positiva nella concentrazione di iridio (un elemento raro sulla Terra ma molto comune nelle meteoriti), e confermata successivamente nel Cratere di Chicxulub, sede di impatto del meteorite.